# 海三稜藨草
海三稜藨草（學名：×Bolboschoenoplectus mariqueter）是中國特有的莎草科植物，海三棱藨草属下仅此物种，模式產地在北京，山西、上海及浙江等地也有分布，由三稜草屬的扁稈藨草（Bolboschoenus planiculmis）和水葱属的三棱水葱（Schoenoplectus triqueter）自然杂交而成。分类学地位存在争议，有研究认为与海滨三棱草（Bolboschoenus maritimus）可能属于同一物种。

## 形态特征
海三棱藨草为一种多年生草本植物。具有细长的匍匐根状茎，球茎呈长椭圆形至卵形。秆为三棱形，叶片基生且呈条形。其总苞斜向上延伸。
小穗通常单生于假侧枝，偶尔也可见少数3–5个簇生。鳞片以螺旋状排列，顶端具有短尖，边缘分布着稀疏的柔毛。花为两性，雄蕊数量为3枚。每朵花下部生有4–6根下位刚毛。果实为扁平的小坚果，具短喙。

## 备注
1. ↑  “棱”或作“稜”；“藨”读为“biāo”。